# Ibaté (kommun)
Ibaté är en kommun i Brasilien.   Den ligger i delstaten São Paulo, i den sydöstra delen av landet, 700 km söder om huvudstaden Brasília. Antalet invånare är 30 724.
Följande samhällen finns i Ibaté:
- Ibaté

Omgivningarna runt Ibaté är en mosaik av jordbruksmark och naturlig växtlighet. Runt Ibaté är det tätbefolkat, med 427 invånare per kvadratkilometer.